# Mortaio da 81 Mod. 35
Il Mortaio da 81 Mod. 35 era un mortaio medio italiano, utilizzato nel corso della seconda guerra mondiale e realizzato dalla Costruzioni Elettro-Meccaniche di Saronno (CEMSA).

## Storia

### Sviluppo
Il Regio Esercito durante la Grande Guerra aveva impiegato, a fianco dei vari modelli di lanciabombe e di bombarde, anche l'innovativo mortaio ML 3 inch Stokes. Nei primi anni trenta il Regno d'Italia poi acquistò il Brandt 81 mm Mle 1927 direttamente in Francia, derivato dallo Stokes, per equipaggiare le truppe inviate in Etiopia. Il Brandt era un'arma talmente eccellente che, oltre ad avere un notevole successo commerciale, in pochi anni venne realizzata su licenza o copiata in gran parte dei principali Paesi del mondo. Anche in Italia infatti la Società Costruzioni Elettro-Meccaniche di Saronno, oltre a produrre il Brandt su licenza, ne realizzò una versione migliorata, il Mortaio da 81 Mod. 35 appunto, che si dimostrò il migliore dei mortai del Regio Esercito.
Alla fine degli anni trenta la CEMSA sviluppò privatamente una versione avanzata del Mod. 35, proposta alle forze armate italiane e sul mercato estero, il Mortaio da 81 CEMSA L.P. (Longue Portée, ovvero lunga gittata). Questo pezzo, che ricalcava fedelmente l'impostazione del Mod. 35, differiva soprattutto per la presenza di un sistema di raffreddamento della canna.

### Impiego
All'entrata in guerra dell'Italia, il 10 giugno 1940, risultavano nel Regio Esercito servizio 2177 pezzi Mod. 35. Questi erano assegnati a 212 compagnie mortai, ognuna su tre plotoni di due armi ciascuno. Secondo l'ordinamento Pariani, ogni divisione di fanteria comprendeva un battaglione mortai con due compagnie mortai da 81; un'altra compagnia era in organico ad ognuno dei due reggimenti di fanteria. Dopo l'armistizio di Cassibile il Mod. 35 fu impiegato anche dall'Esercito Nazionale Repubblicano della Repubblica Sociale Italiana e rimase in servizio con l'Esercito Italiano fino agli anni sessanta.
Durante la guerra d'Inverno, nell'ambito degli aiuti militari italiani alla Finlandia (che compresero anche i moschetti Carcano Mod. 38) furono ordinati un centinaio di Mod. 35, denominati 81 Krh/36-I; l'acronimo "Krh" è l'abbreviazione di "kranaatinheitin", ovvero mortaio in lingua finlandese; la sigla "I" sta per il "italialainen", ovvero italiano, e serviva a distinguere il pezzo della CEMSA dagli altri derivati il Brandt francese e per i suoi derivati polacco ed ungherese, tutti acquistati dal paese scandinavo. Impiegati anche durante la guerra di continuazione, gli stessi mortai italiani finirono nelle mani della Wehrmacht, venendo ribattezzati 8.14 cm GrW 276 (i). A questi si aggiunsero 200 mortai consegnati nell'aprile 1944 dalla CEMSA ai tedeschi che occupavano l'Italia settentrionale.

## Tecnica

### Il mortaio

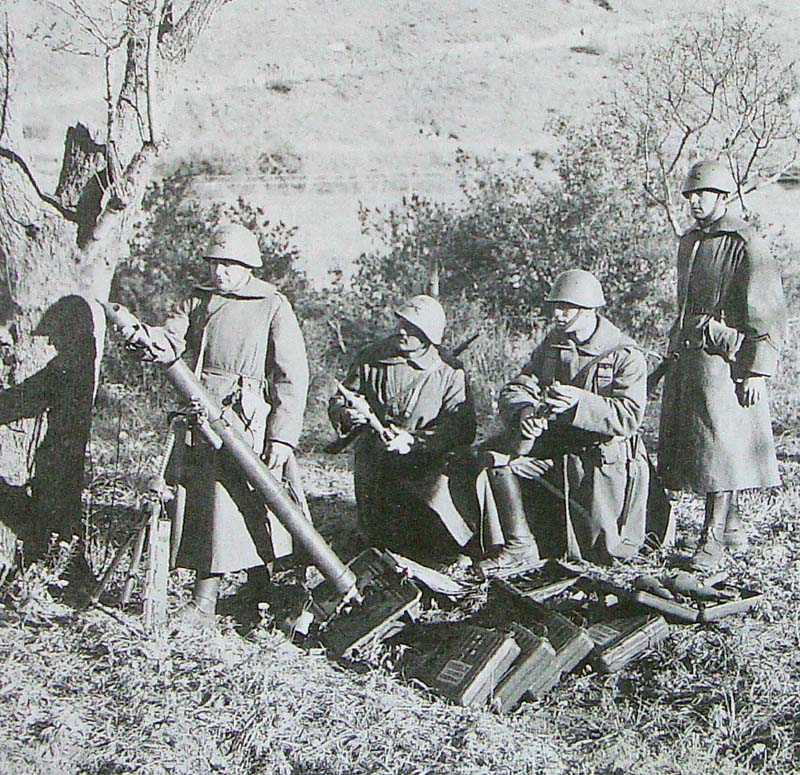
Mortaio da 81 Mod. 35 con la piastra rettangolare in batteria. La squadra di serventi sta caricando le bombe g.a. da istruzione (riconoscibili dai fori), contenute nelle cassette vicine al pezzo.

Il tubo di lancio è in acciaio, ad anima liscia. Inferiormente, il blocco di culatta termina con una testa sferica che si adatta agli alveoli della piastra, con due facce piane per l'incastro. Internamente alla canna, dal blocco di culatta sporge il percussore, lungo 15 mm. La piastra d'appoggio, di forma rettangolare, è munita di maniglia di trasporto e, sulla superficie inferiore, di vomeri a denti e nervature. Sulla superficie superiore il blocco di culatta si inserisce, con la sua testa sferica, in uno dei tre alveoli, a seconda dell'alzo voluto. Era disponibile anche una piastra "da roccia", più piccola, rotonda con diametro di 30 cm e con un solo alveolo, impiegabile su terreni particolarmente resistenti. Nel dopoguerra è stata adottata un'ulteriore piastra rotonda, scomponibile in due elementi. L'affusto è formato da un bipiede, dai sistemi di elevazione e direzione e dalla culla. Il bipiede di sostegno anteriore è formato da due gambe d'acciaio arpionate e pieghevoli, unite e regolate da una catena; un tirante collega l'estremità inferiore del tubo centrale del bipiede con una filettatura sulla gamba sinistra, permettendo la correzione dello sbandamento. Le gambe sono connesse al sistema di elevazione, formato da un tubo guida per il vitone di elevazione, regolato da un pignone azionato da una manovella. Il vitone termina con un manicotto all'interno del quale scorre il perno trasversale filettato del sistema di direzione, munito anch'esso di volantino. La culla è formata da un collare metallico che si fissa alla canna e si connette tramite due cilindri ammortizzatori di rinculo al sostegno della culla. Il sostegno è munito di due appendici con alle estremità un foro, attraverso i quali si inserisce la vite di direzione o brandeggio. Sull'appendice sinistra è presente l'attacco a coda di rondine per il sistema di puntamento a collimatore. Il perno attraversa il manicotto del vitone di elevazione, spostando la culla da un lato all'altro.
Per il trasporto il mortaio poteva essere someggiato da un mulo oppure spalleggiato da tre serventi, previa scomposizione in tre carichi (tubo di lancio, affusto a bipiede e piastra d'appoggio).

### Il munizionamento

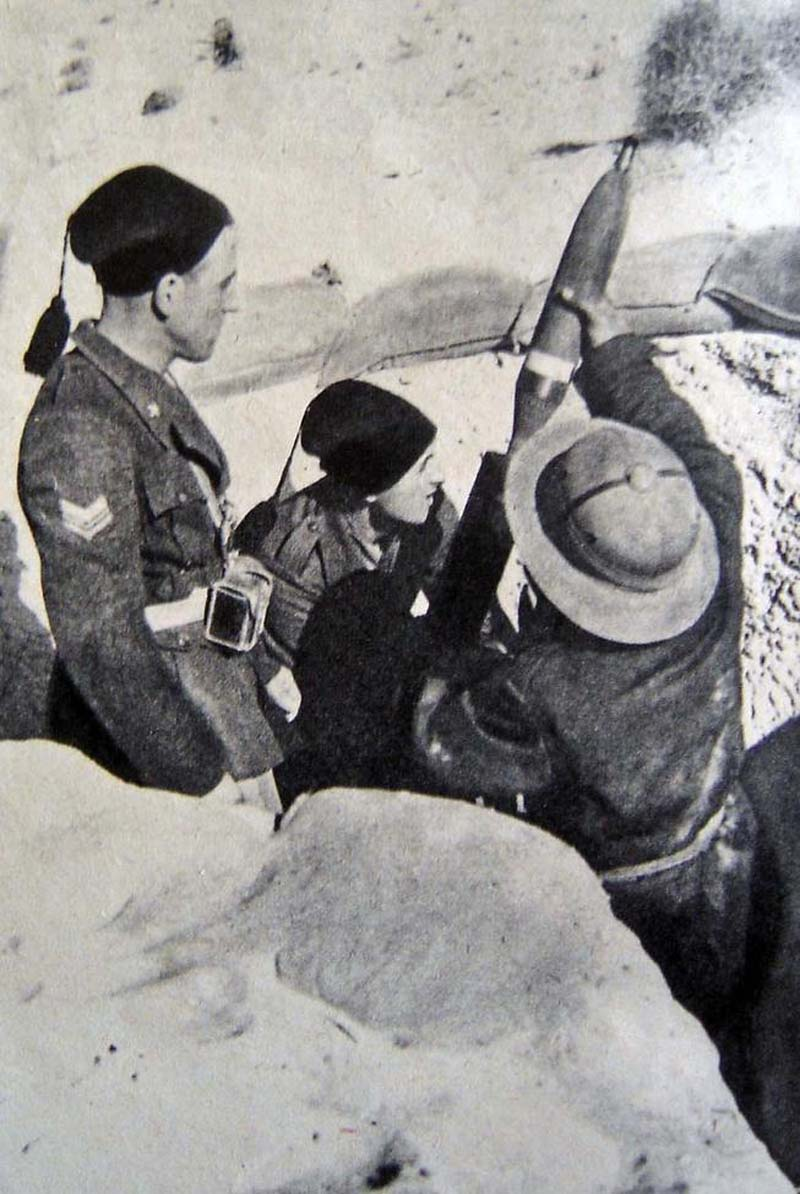
Caricamento di una bomba g.c. I militari sono della 136ª Divisione corazzata "Giovani Fascisti", riconoscibili dal fez nero.

Per il mortaio erano disponibili due munizioni da guerra: la bomba g.a. e la bomba g.c., differenti nella potenza e nella lunghezza del corpo bomba. La prima fu prodotta dalla OCI di Modena, dalla Innocenti di Milano, dalla CEMSA di Saronno, dalla Vanzetti, dalla F.lli Marzoli di Palazzolo sull'Oglio, dalla Ricciardi e dal proiettificio dell'Arsenale Regio Esercito di Piacenza. La bomba a grande capacità fu invece prodotta solo dalla CEMSA, dalla Innocenti e dal proiettificio di Piacenza. Entrambe le bombe terminano inferiormente con un codolo porta-cartuccia forato; esso ospita una normale cartuccia da fucile calibro 12, prodotta dalla Fiocchi, con capsula a percussione e carica di 8,15 g di balistite. Per aumentare la gittata si impiegano cariche aggiuntive da 9,5 g di balistite, innescate dalla vampa della cartuccia che attraversa i fori del codolo. La cartuccia impiegata da sola costituisce la carica 0; aggiungendo da una a quattro cariche aggiuntive si ottengono le cariche dalla 1ª alla 4ª. I due tipi di granate utilizzavano le stesse spolette, ovvero la I.R. Mod. 35 di origine francese (della Brandt), ad impatto e ritardo pirico, e la I. Mod. 40 ad impatto.
Le munizioni venivano trasportate in cassette piccole per le bombe g.a. e grandi per le g.c., entrambe da tre colpi. Ogni mulo porta-munizioni poteva trasportare su speciali basti o sei cassette con 18 bombe standard o tre cassette grandi con 9 colpi g.c. oppure una dotazione mista di quattro cassette piccole (12 bombe g.a.) e una cassetta grande (3 bombe g.c.).
Munizionamento da 81 nel Regio Esercito:
- bomba g.a. da 81: granata a capacità normale; corpo bomba periforme in ghisa acciaiosa (g.a.); tappo ogivale con filettatura per la spoletta; coda conica con codolo porta-cartuccia forato con tre coppie di alette stabilizzatrici; carica di scoppio di 450 g di nitrato d'ammonio al 77% e xilite al 23% oppure di tritolo; peso: 3,265 kg; raggio d'azione: 20-30 m; gittata massima: 3100 m.
- bomba g.c. da 81: granata a grande capacità (g.c.); corpo bomba cilindrico in acciaio; tappo ogivale con filettatura per la spoletta; coda conica con codolo porta-cartuccia forato con quattro coppie di alette stabilizzatrici; carica di scoppio di 2 kg di tritolo; peso: 6,865 kg; raggio d'azione: 100-120 m; gittata massima: 1100 m.
- bomba ad aggressivo chimico: corpo bomba della g.a. in acciaio; carica in iprite, fosgene o arsina.
- bomba nebbiogena: corpo bomba della g.a.; carica in oleum.
- bomba nebbiogena-incendiaria: corpo bomba della g.a.; carica in fosforo bianco.
- bomba da istruzione: corpo bomba della g.a. con grandi fori; inerte.

### Funzionamento
Il funzionamento riprende fedelmente quello introdotto da Sir Stokes sul suo mortaio. Il suo mortaio veniva caricato dalla bocca, inserendo la granata dalla volata. Quando questa per gravità scivolava in fondo al tubo di lancio, la punta del percussore batte contro la capsula a percussione della cartuccia presente sul codolo. Quando questa innesca la carica di lancio, i gas dell'esplosione fuoriuscendo dai fori sul codolo innescano gli eventuali anelli di propellente addizionale e si espandono nella culatta lanciando la granata. Questo semplice sistema permetteva una cadenza per il tiro di aggiustamento di 18 colpi al minuto e per il tiro di efficacia di 30-35 colpi al minuto, anche se era consigliato non superare i 10 colpi/minuto per evitare il surriscaldamento della canna.